# Bring Me to Life
«Bring Me to Life» (en español, 'Tráeme a la vida') es el sencillo debut de la banda de rock Evanescence. Este sencillo forma parte de su disco Fallen que llevó a la banda estadounidense al reconocimiento internacional. La canción forma parte de la banda sonora original de la película Daredevil.  Apareció también en el PPV de No Way Out 2003 de WWE. Es el sencillo más exitoso de la banda, siendo el más vendido de 2003 con siete millones de copias vendidas.

## Antecedentes
Amy Lee escribió esta canción luego de un incidente en un restaurante. "Me inspiré en la letra después de que alguien me dijo algo (yo no lo conocía, y pensé que tal vez era clarividente)." Declaró Lee en un tour en Tulsa. 
"Estaba en una relación y me encontraba completamente infeliz, pero lo escondía. Estaba siendo abusada y lo trataba de esconder; ni siquiera lo reconocía yo misma. Bueno, entonces le había dicho 10 o 20 palabras a este chico, que era un amigo de un amigo. Estábamos esperando a que los demás llegaran, fuimos a un restaurante y conseguimos una mesa. Y me miró y dijo '¿Eres Feliz?' y sentí que mi corazón saltó, y yo pensé que él sabía totalmente lo que estaba pensando. Y mentí, le dije que estaba bien. De cualquier manera, él no era clarividente. Pero es un gran sociólogo".

## Producción
"Bring Me to Life" fue cantada por la vocalista del grupo, Amy Lee, en colaboración con Paul McCoy de la Banda 12 Stones. Originalmente, se invitó a Mike Shinoda de Linkin Park para acompañar a la vocalista, ya que la banda de Agoura Hills estaba grabando su disco Meteora en el mismo estudio. pero la versión final se grabó con Paul McCoy. También se hizo un mash-up con las voces de los raperos Eminem y Tupac. 
La canción también formó parte de la banda sonora de la película Daredevil y de varios videos de la serie Smallville.

## Recepción
Johnny Loftus llamó a la canción «impecable». Según Sarah Rodman de The Boston Globe, la canción «[...] es una mezcla de la voz soprano de Lee, las de piano y capas de intermedio de guitarra serrada que evocan visiones de Sarah McLachlan al frente de Godsmack». En su reseña del segundo álbum de estudio de la banda, Brendan Butler de Cinema Blend, comparó "Sweet Sacrifice" (2007) con "Bring Me to Life", llamándolos "canciones para radio".
Jason Nahrung de The Courier-Mail llamó a la canción "un agarrador de oídos". Adrien Bengrad del sitio web PopMatters dijo que Lee y McCoy hicieron que "Bring Me to Life" sonara "como una canción de amor entre una chica de Lilith Fair y un tipo de Ozzfest". Blair R. Fischer de MTV News llamó la canción una "confección ubicua de rap-rock". Kelefa Sanneh de The New York Times dijo que "Bring Me to Life" "flota como una mariposa, pica como una abeja y luego golpea como un ladrillo". Richard Harrington de The Washington Post llamó "Bring Me to Life una "canción de metal crujiente" que ayudó a la banda a ganar un premio Grammy. Joe D'Angelo lo llamó un "himno implacable que comienza como inquietantemente delicado" y que "la voz de Lee se eleva por encima de toda la mezcla fangosa para evitar que se hunda en la mediocridad cansada.
En el programa "Las 100 mejores canciones del hard-rock" del canal hermano de MTV, VH1, nombraron a la canción en el puesto número 83, agregando además que la voz de Amy Lee tenía un lindo tono de ángel gótico, con un sonido fascinante inigualable.

## Video
Se grabó un videoclip promocional dirigido por Philip Stolzl. En el comienzo del video, se puede ver a la cantante del grupo, Amy Lee, durmiendo en una cama, debatiéndose violentamente a causa de una pesadilla en la cae de un edificio. Cuando se despierta, abre la ventana y empieza a caminar por la repisa del edificio mientras canta, durante lo cual puede irse descubriendo que el edificio está lleno de diversas historias. Por otro lado, se puede ver a Paul McCoy de la Banda Cristiana 12 Stones y toda la banda (Ben Moody, John LeCompt y Rocky Gray) dos pisos más arriba, tocando en una habitación insonorizada. Amy empieza a subir por las esquinas de las repisas del edificio, hasta llegar a donde está Paul McCoy y la banda, los cuales siguen cantando y tocando, hasta que Paul ve a Amy, abre su ventana y Amy resbala quedando sujeta de la repisa de la ventana. Paul sale y toma a Amy del brazo para que no caiga. En esta escena, Paul entra completamente en la canción y ambos comienzan a cantar, como si se estuviesen hablando el uno al otro (si se observa la traducción, Amy dice que quiere volver a la vida y abrir los ojos por fin). Finalmente, cuando parece que Paul la salva, Amy cae del edificio, tal como en su sueño, mientras Paul y el resto de la banda se lamentan. En la escena final, puede verse a Amy durmiendo en su cama nuevamente, lo cual da a entender que todo lo ocurrido no había sido más que un sueño.

## Lista de canciones
El sencillo está disponible en las siguientes versiones:
UK CD Single
Status: Out of Print
Label: Wind-Up/Epic
Cat.no: 673976 2
1. Bring Me to Life [Album Version]
2. Farther Away [Album Version]
3. Bring Me to Life [Bliss Mix]
4. Bonus Interactive Material*

UK DVD Single
Status: Out of Print
Label: Wind-Up/Epic
Cat.no: 673976 9
1. Bring Me to Life [Video]
2. Bring Me to Life [Album Version]
3. Bring Me to Life [Live Acoustic Version]
4. My Immortal [Live Acoustic Version]
5. Interview footage

UK Cassette Single
Status: Out of Print
Label: Wind-Up/Epic
Cat.no: 673976 4
1. Bring Me to Life [Album Version]
2. Farther Away [Album Version]
3. Bring Me to Life [Bliss Mix]

Australia/US/Europe CD Single
Status: Out of Print
Label: Wind-Up/Epic
Cat.no: 673573 2
1. Bring Me to Life [Album Version]
2. Farther Away [Album Version]
3. Missing [Album Version]

Secondary/US/Europe Pressings
Status: Out of Print
Label: Wind-Up/Epic
Cat.no: 673573 5
1. Bring Me to Life [Album Version]
2. Bring Me to Life [Bliss Mix]
3. Farther Away [Album Version]
4. Enhanced Music Video (MPEG File)

Austrian CD Single
Status: Out of Print
Label: Wind-Up/Epic
Cat.no: 673488 5
1. Bring Me to Life [Album Version]
2. Bring Me to Life [Bliss Mix]
3. Farther Away [Album Version]

Austrian Cardsleeve Version
Status: Out of Print
Label: Wind-Up/Epic
Cat.no: 673488 1
1. Bring Me to Life [Album Version]
2. Bring Me to Life [Bliss Mix]

German Promo
Status: Out of Print
Label: Epic
Cat.no: SAMPCS 12382
1. Bring Me to Life [Album Version]
2. Bring Me to Life [Bliss Mix]

Japanese Two-Track Promo
Status: Out of Print
Label: Epic
Cat.no: EDCI - 80095
1. Bring Me to Life [featuring Paul Mccoy of 12 Stones]
2. Bliss Mix [No Rap]

Japan Promo DVD
Status: Out of Print
Label: Epic
Cat.no: EDBI 80002
1. track promo-only Region 2, NTSC DVD. Running time: approximately 4 minutes

## Rendimiento en las listas
"Bring Me to Life" fue un éxito internacional de Evanescence. En Estados Unidos, la canción llegó a la posición #5 en el Billboard Hot 100, además de alcanzar el puesto # 1 en el Modern Rock Tracks. En el Reino Unido, la canción debutó en la cima de las listas, y permaneció allí durante cuatro semanas. En Australia, la canción encabezó las listas durante seis semanas consecutivas. En otros lugares, la canción fue un top-ten hit en casi todos los países del mundo, convirtiéndose en el mayor éxito del conjunto de Evanescence.
| Listas (2003-2004)                     | Posición |
| -------------------------------------- | -------- |
| Alemania (Official German Charts)      | 2        |
| Australia (ARIA)                       | 1        |
| Austria (Ö3 Austria Top 40)            | 3        |
| Bélgica (Flandes) (Ultratop 50)        | 7        |
| Bélgica (Valonia) (Ultratop 50)        | 2        |
| Brasil (ABPD)                          | 2        |
| Canadá (Nielsen SoundScan)             | 3        |
| República Checa (Rádio Top 100)        | 93       |
| Dinamarca (Tracklisten)                | 2        |
| Europa (European Hot 100 Singles)      | 1        |
| Finlandia (OFC)                        | 11       |
| Francia (SNEP)                         | 5        |
| Grecia (IFPI Greece)                   | 3        |
| Irlanda (IRMA)                         | 2        |
| Italia (FIMI)                          | 1        |
| Países Bajos (Dutch Top 40)            | 6        |
| Países Bajos (Mega Single Top 100)     | 10       |
| Nueva Zelanda (Recorded Music NZ)      | 3        |
| Noruega (VG-lista)                     | 2        |
| Polonia (Polish Airplay Charts)        | 4        |
| Rumania (Romanian Top 100)             | 11       |
| Escocia (Scottish Singles Sales Chart) | 1        |
| España (Top 100 Canciones)             | 11       |
| Suecia (Sverigetopplistan)             | 2        |
| Suiza (Schweizer Hitparade)            | 6        |
| Reino Unido (UK Singles Chart)         | 1        |
| Reino Unido (Official Charts Company)  | 1        |
| Estados Unidos (Billboard Hot 100)     | 5        |
| Estados Unidos (Adult Top 40)          | 4        |
| Estados Unidos (Alternative Airplay)   | 1        |
| Estados Unidos (Billboard Team Rock)   | 11       |
| Estados Unidos (Mainstream Top 40)     | 1        |
| Estados Unidos (Digital Songs)         | 35       |
| Listas (2004)                          | Posición |
| Canadá (Singles Chart)                 | 3        |

## En la cultura popular
Bring me to life fue utilizado por internautas para videos de YouTube  dónde se mostraban las Fases del personaje Goku del anime Dragon Ball, desde su estado base hasta las fases del Super Saiyajin desde las canónicas del 1 a la 3 hasta las no canónicas como el Super Saiyajin fase 4 y los hechos por los fans desde la fase 5 en adelante.